# Jeff Campitelli

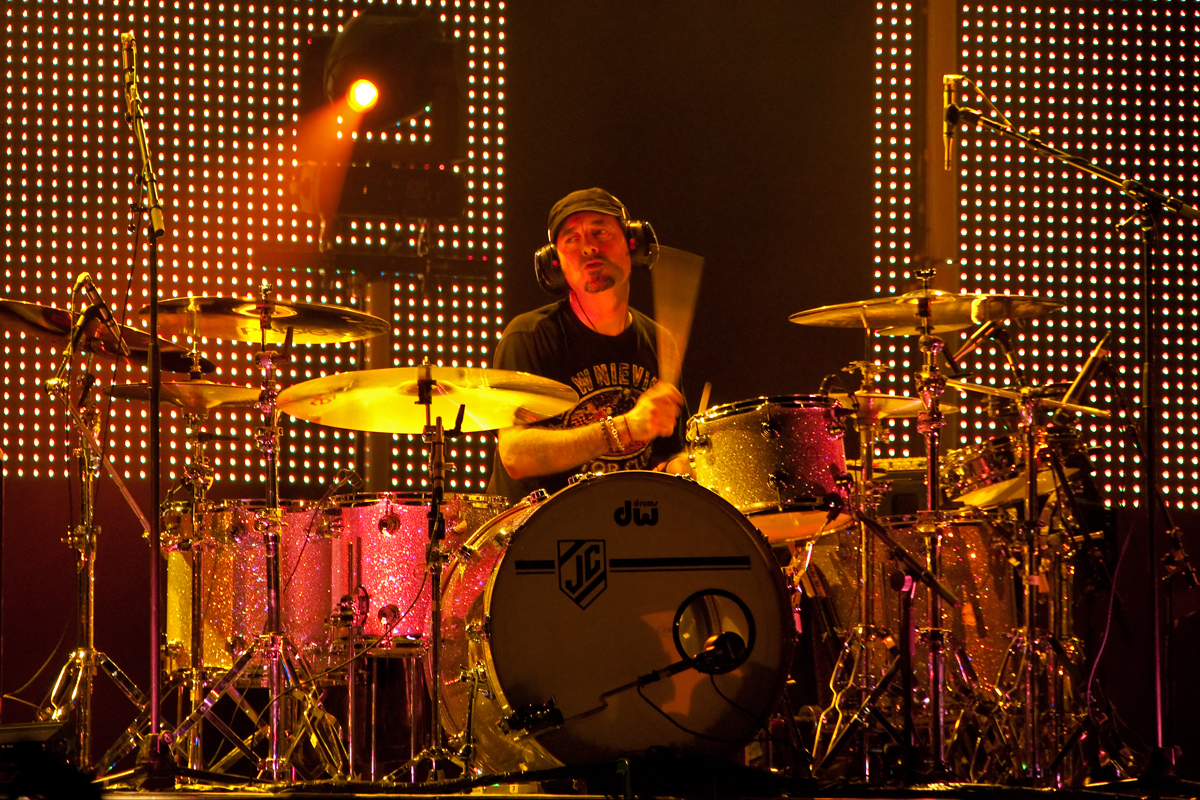
Jeff Campitelli 2010

Jeff Campitelli (* 29. Dezember 1960) ist ein Schlagzeuger, der durch seine Zusammenarbeit mit Joe Satriani bekannt wurde. Seit 1986 spielt er mit Satriani auf vielen seiner Alben wie auch live.

## Werdegang
Vor seiner Zusammenarbeit mit Satriani spielte er in der Band The Squares und mit den Gruppen RAGE und Blitz, bei letzterer mit Tim Hall, Ronnie Trazom, Barry und David Hogue McBurnie.
Campitelli wurde vom Rolling-Stone-Magazin auf Platz 50 der „größten Schlagzeuger aller Zeiten“ gewählt.

## Equipment
Er spielt ein Schlagzeug von Drum Workshop und  Becken von Paiste und Meinl.

## Diskographie (Auswahl)

### Mit Joe Satriani
- 1986: Not of This Earth
- 1987: Surfing with the Alien
- 1992: The Extremist
- 1993: Time Machine
- 1997: G3: Live in Concert
- 1998: Crystal Planet
- 2001: Live in San Francisco
- 2002: Strange Beautiful Music
- 2004: Is There Love in Space?
- 2004: G3 Live: Rockin' in the Free World
- 2005: G3: Live in Tokyo
- 2006: Super Colossal
- 2006: Satriani Live!
- 2008: Professor Satchafunkilus and the Musterion of Rock
- 2010: Live in Paris: I Just Wanna Rock
- 2010: Black Swans and Wormhole Wizards
- 2012: Satchurated: Live in Montreal

### Mit anderen Musikern
- Stef Burns, World, Universe, Infinity
- 1995: Dime Store Prophets, Love Is Against the Grain
- 1999: Justin McRoberts, Reason for Living
- 2001: Griswald The Goods
- 2003: Luvplanet, Luvplanet